# Tour de Colombie 1997
Le Tour de Colombie 1997, qui se déroule du 21 avril au 4 mai 1997, est une épreuve cycliste remportée par le Colombien José Castelblanco. Cette course est composée d'un prologue et de treize étapes.

## Classement général
| Classement final | Classement final  | Classement final | Classement final                            | Classement final    |
|                  | Coureur           | Pays             | Équipe                                      | Temps               |
| ---------------- | ----------------- | ---------------- | ------------------------------------------- | ------------------- |
| 1er              | José Castelblanco | Colombie         | Telecom Discado Directo Internacional-Kelme | en 50 h 14 min 34 s |
| 2e               | Jair Bernal (en)  | Colombie         | Todos por Boyacá-Lotería de Boyacá          | + 1 min 59 s        |
| 3e               | Héctor Palacio    | Colombie         | Telecom Discado Directo Internacional-Kelme | + 2 min 52 s        |
| modifier         |                   |                  |                                             |                     |